# Alien Teacher
Alien Teacher ist ein dänischer Jugend-Horrorfilm aus dem Jahr 2007.

## Handlung
Eines Tages landet ein Alien, welches von einem Planeten kommt, welcher nur Krieg, aber keine Liebe kennt, auf der Erde, um sich die Liebe der Menschen zu holen und auf den Heimatplaneten zu transferieren. Es landet auf Jens Peter Hansens Geflügelfarm, wo es sich nicht nur des Körpers der Ehefrau Hansens annimmt, sondern auch einige Hühner mitnimmt. Einige Tage später erscheint das Alien unter dem Namen Ulla Harms als neue Vertretungslehrerin von Carls Klasse, wo sie gemein und frech zu allen Schülern ist. Sie hat vor, einen Bildungswettbewerb zu gewinnen, welcher mit einer Reise nach Paris belohnt wird. Dementsprechend fordert sie Spitzenleistungen und weist vermehrt darauf hin, dass der Mensch eine besondere Spezies sei, da er in der Lage sei zu lieben.
Aber die Schüler sind gerade wegen der Methoden Harms sehr skeptisch und wundern sich, wie sich eine Lehrerin so schlecht gegenüber ihren Schülern verhalten kann. Als sie ihren Eltern davon erzählen, glauben sie ihnen nicht. Vielmehr müssen sie sich einen Vortrag des Schulpsychologen Claus anhören, bei dem er sich über die wilde Fantasie der Kinder auslässt und meint, dass man ihnen nichts glauben braucht. Derweil nutzt Carl die Ablenkung, um Ullas Sachen zu durchsuchen. Er findet dabei mehrere Dokumente, die er sich nicht erklären kann. Nachdem Philips Vater diese Dokumente für Unsinn hält, weiht er die Klasse ein, die anschließend darauf Ullas Wohnsitz ausfindig macht und bei ihr einbricht. Während Ulla nach Hause kommt, durchsucht die Klasse das gespenstische Heim Ullas und entdeckt eine kleine Hühnerfarm in einem der Zimmer. Als sie sich vor Ulla verstecken, sehen sie, wie diese brutal mit bloßen Händen ein Huhn zerfleischt und frisst.
Selbstverständlich erzählen die Schüler das ihren Eltern, weswegen diese beschlossen sich mit ihren Kindern auf dem Weg zu Ulla machen. Dort angekommen, müssen sie allerdings feststellen, dass diese ihr Heim plötzlich angenehm gemütlich gestaltet hat und mit den Gerüchten, dass sie ein Monster sei, herum scherzt. Daher glauben die Eltern ihren eigenen Kindern nicht mehr. Auch, dass die nun anstehende Reise nach Paris mit Ulla bei den Kindern keine Freude, sondern Panik auslöst, können sie nicht verstehen. Sie wehren sich heftigst gegen die Reise mit Ulla und müssen mit Gewalt regelrecht in den Schulbus gezerrt werden.
Doch nachdem sie alle im Bus sind, treten sie ihre Reise an, wobei der erste Zwischenstopp die Hühnerfarm Hansens ist, wo Ulla vorhat, die Kinder auf ihren eigenen Heimatplaneten zu bringen. Während der Nacht, nachdem Ulla den Transporter vorbereitet hat, flüchten alle Schüler mit dem Bus. Aber sie kommen nicht weit, da sie von Ulla aufgehalten werden. Ulla reist mit ihnen durch die Zeit zurück und abermals halten sie ihren Zwischenstopp auf Hansens Hühnerfarm, wo sie sofort alle in die Hühnerfarm einsperrt und den Transport vorbereitet. Allerdings war Carl nicht dabei, weswegen er sich frei bewegen kann und sich Ullas Metallkugel schnappt und sie mit dem Häcksler zerstört, wodurch auch Ulla besiegt wird.

## Kritik
„Der in düsteren Farben gehaltene Fantasy-Film nutzt Versatzstücke des Horrorfilms in kindertauglicher Form, um mit guten Darstellern von der Kraft der Liebe zu erzählen. Diese hilft auch über Schicksalsschläge hinweg und weist Wege aus der Krise.“

„"Nightwatch"-Regisseur Ole Bornedal begab sich hier auf die Spuren von B-Movies, bei der vor allem Erinnerungen an Robert Rodriguez’ "The Faculty" oder "Die Körperfresser kommen" wach werden. Dabei geht er allerdings weniger ernsthaft vor und persifliert das Sciencefiction-Genre gekonnt mit einer wilden Achterbahnfahrt, der man kaum anmerkt, dass sie nicht aus Hollywood kommt. Paprika Steen glänzt in der Rolle der oberfiesen Lehrerin "from Outer Space", die die menschliche Seele erforschen will. Etwaige Ähnlichkeiten zu echten Lehrern sind vermutlich rein zufällig - aber ganz bestimmt beabsichtigt.“

## Auszeichnungen
- eine Auszeichnung (Beste Kamera) und eine Nominierung (Beste Hauptdarstellerin) beim dänischen Filmpreis Bodil
- zehn Nominierungen beim dänischen Filmpreis Robert (Beste Hauptdarstellerin, Bester Nebendarsteller, Beste Kamera, Bester Kinderfilm, Bester Schnitt, Bestes Kostümdesign, Bestes Make-Up, Bestes Produktionsdesign, Bester Ton, Beste Spezialeffekte)
- eine Auszeichnung bei den Zulu Awards für die Beste Hauptdarstellerin

## Veröffentlichung
Alien Teacher startete am 15. Juni 2007 in den dänischen Kinos und lief in Deutschland am 14. August 2008 an. Seit dem 20. November 2008 ist der Film auf DVD erhältlich.